# Corteccia parietale posteriore
La corteccia parietale posteriore è un'area che corrisponde alla porzione del lobo parietale posteriore alla corteccia somatosensoriale primaria coinvolta nella produzione di movimenti pianificati.
Prima che un movimento possa essere effettivamente compiuto, il sistema nervoso deve conoscere le posizioni originali delle parti del corpo che vanno mosse, e le posizioni di ogni oggetto esterno con cui esse dovranno interagire. Questa regione riceve degli input dai tre sistemi sensoriali che si occupano della localizzazione del corpo e degli oggetti esterni nello spazio, il sistema visivo, quello uditivo e quello somatosensoriale. Molti impulsi che partono da quella regione raggiungono le regioni della corteccia motoria frontale: la corteccia prefrontale dorsolaterale, varie aree della corteccia motoria secondaria e i campi oculari frontali. Studi sulle scimmie e sugli umani condotti con la stimolazione magnetica transcranica suggeriscono che la corteccia parietale posteriore comprenda un mosaico di piccole regioni, ognuna specializzata nel guidare particolari movimenti degli occhi, testa, braccia o mani.
Danni alla corteccia parietale posteriore sono in grado di produrre una varietà di deficit motorio-sensitivi, tra cui deficit nella percezione e nella memoria, difficoltà nelle relazioni spaziali (raggiungere e afferrare oggetti), nel controllo del movimento degli occhi e nella capacità di attenzione. Le due conseguenze più eclatanti dei danni alla corteccia parietale posteriore sono l'aprassia e la negligenza spaziale unilaterale.

## Anatomia
Alcune fonti dicono che la corteccia parietale posteriore si compone dell'area 5 di Brodmann e l'area 7 di Brodmann. Altre fonti dicono che è solo l'area 7.
Tale area cerebrale presenta una parcellizzazione anatomica simile a quella riscontrata nella corteccia motoria. L'aspetto più importante è che nelle aree parietali posteriori, tradizionalmente classificate come associative, si è osservato un'attività neurale connessa ad atti motori. Ciò significa che questa area può essere considerata parte del sistema motorio corticale. È evidente come, dal punto di vista anatomico, le connessioni parieto-frontali comportino un alto livello di specificità, dando luogo a una serie di circuiti anatomicamente segregati.

## Funzioni
Sul piano funzionale quest'area è coinvolta in una particolare trasformazione senso-motoria, una sorta di "traduzione" dello stimolo compiuta da termini sensoriali in termini motori.
Ci sono anche prove che indicano che essa svolge un ruolo nella percezione del dolore.
Alcune scoperte hanno suggerito che i sentimenti di "libero arbitrio" siano almeno in parte originari di questa zona.
Uno studio ha trovato che gli artisti alle prime armi presentano un aumentato flusso di sangue nella corteccia parietale posteriore rispetto agli artisti esperti quando svolgono compiti legati all'arte.